# Championnats du monde de gymnastique artistique 1966
Navigation
Championnats du monde 1962 Championnats du monde 1970
Les 16e championnats du monde de gymnastique artistique ont eu lieu du 21 au 25 septembre 1966 dans la Westfalenhallen de Dortmund en Allemagne de l'Ouest.

## Résultats hommes

### Concours par équipes
| Médaille d'or, monde      | Japon Yukio Endō, Takeshi Katō, Takashi Mitsukuri, Akinori Nakayama, Shuji Tsurumi, Haruhiro Matsuda           | 575,150 |
| Médaille d'argent, monde  | URSS Sergei Diomidov, Valery Karasyov, Valery Kerdimilidi, Boris Shakhlin, Iouri Titov, Mikhail Voronin        | 570,900 |
| Médaille de bronze, monde | Allemagne de l'Est Matthias Brehme, Gerhard Dietrich, Werner Dölling Siegfried Fülle, Erwin Koppe, Peter Weber | 561,000 |

### Concours général individuel
| Médaille d'or, monde      | Mikhail Voronin  | 116,150 |
| Médaille d'argent, monde  | Shuji Tsurumi    | 115,250 |
| Médaille de bronze, monde | Akinori Nakayama | 114,950 |

### Finales par engins

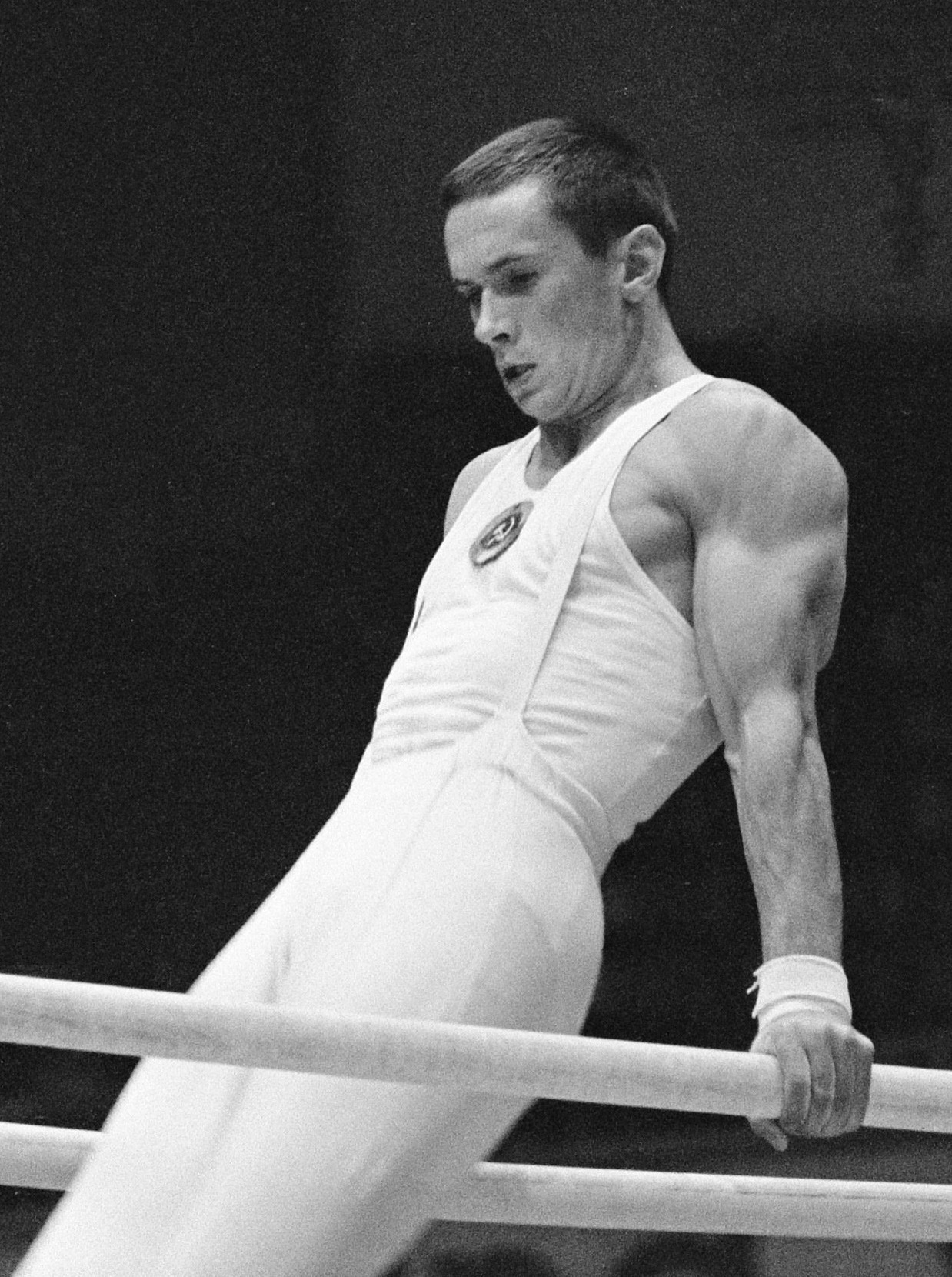
Mikhail Voronin aux barres parallèles lors des Championnats du monde 1966.

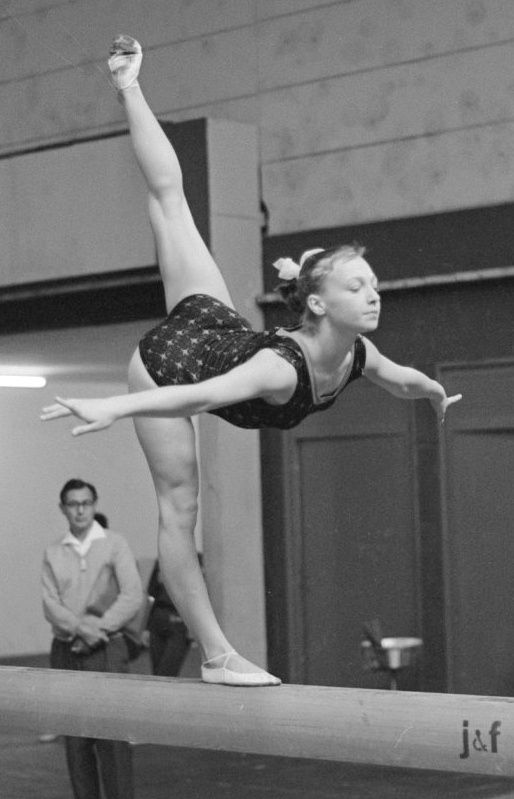
Natalia Kuchinskaya en poutre lors des Championnats du monde 1966.

#### Sol
| Médaille d'or, monde      | Akinori Nakayama  | 19,400 |
| Médaille d'argent, monde  | Yukio Endō        | 19,375 |
| Médaille de bronze, monde | Franco Menichelli | 19,300 |

#### Cheval d'arçon
| Médaille d'or, monde      | Miroslav Cerar  | 19,525 |
| Médaille d'argent, monde  | Mikhail Voronin | 19,325 |
| Médaille de bronze, monde | Takeshi Katō    | 19,125 |

#### Anneaux
| Médaille d'or, monde      | Mikhail Voronin   | 19,750 |
| Médaille d'argent, monde  | Akinori Nakayama  | 19,500 |
| Médaille de bronze, monde | Franco Menichelli | 19,475 |

#### Saut
| Médaille d'or, monde      | Haruhiro Matsuda | 19,425 |
| Médaille d'argent, monde  | Takeshi Katō     | 19,325 |
| Médaille de bronze, monde | Akinori Nakayama | 19,050 |

#### Barres parallèles
| Médaille d'or, monde      | Sergei Diomidov | 19,550 |
| Médaille d'argent, monde  | Mikhail Voronin | 19,400 |
| Médaille de bronze, monde | Miroslav Cerar  | 19,350 |

#### Barre fixe
| Médaille d'or, monde      | Akinori Nakayama  | 19,675 |
| Médaille d'argent, monde  | Yukio Endō        | 19,600 |
| Médaille de bronze, monde | Takashi Mitsukuri | 19,425 |

## Résultats femmes

### Concours par équipe
| Médaille d'or, monde      | Tchécoslovaquie | Věra Čáslavská       | 383,625 |
| Médaille d'or, monde      | Tchécoslovaquie | Jindra Košťálová     | 383,625 |
| Médaille d'or, monde      | Tchécoslovaquie | Marianna Krajčírová  | 383,625 |
| Médaille d'or, monde      | Tchécoslovaquie | Jana Kubičková       | 383,625 |
| Médaille d'or, monde      | Tchécoslovaquie | Bohumila Řimnáčová   | 383,625 |
| Médaille d'or, monde      | Tchécoslovaquie | Jaroslava Sedláčková | 383,625 |
| Médaille d'argent, monde  | URSS            | Polina Astakhova     | 383,587 |
| Médaille d'argent, monde  | URSS            | Zinaida Droujinina   | 383,587 |
| Médaille d'argent, monde  | URSS            | Olga Kharlova        | 383,587 |
| Médaille d'argent, monde  | URSS            | Natalia Kuchinskaya  | 383,587 |
| Médaille d'argent, monde  | URSS            | Larissa Latynina     | 383,587 |
| Médaille d'argent, monde  | URSS            | Larissa Petrik       | 383,587 |
| Médaille de bronze, monde | Japon           | Yasuko Furuyama      | 380,923 |
| Médaille de bronze, monde | Japon           | Keiko Ikeda          | 380,923 |
| Médaille de bronze, monde | Japon           | Hiroko Ikenaga       | 380,923 |
| Médaille de bronze, monde | Japon           | Mitsuko Kandori      | 380,923 |
| Médaille de bronze, monde | Japon           | Taniko Mitsukuri     | 380,923 |
| Médaille de bronze, monde | Japon           | Taki Shibuya         | 380,923 |

### Concours général individuel
| Médaille d'or, monde      | Věra Čáslavská      | 78,298 |
| Médaille d'argent, monde  | Natalia Kuchinskaya | 78,097 |
| Médaille de bronze, monde | Keiko Ikeda         | 76,997 |

### Finales par engins

#### Saut
| Médaille d'or, monde      | Věra Čáslavská      | 19,583 |
| Médaille d'argent, monde  | Erika Zuchold       | 19,399 |
| Médaille de bronze, monde | Natalia Kuchinskaya | 19,316 |

#### Barres asymétriques
| Médaille d'or, monde      | Natalia Kuchinskaya | 19,616 |
| Médaille d'argent, monde  | Keiko Ikeda         | 19,566 |
| Médaille de bronze, monde | Taniko Mitsukuri    | 19,516 |

#### Poutre
| Médaille d'or, monde      | Natalia Kuchinskaya | 19,650 |
| Médaille d'argent, monde  | Věra Čáslavská      | 19,333 |
| Médaille de bronze, monde | Larissa Petrik      | 19,250 |

#### Sol
| Médaille d'or, monde      | Natalia Kuchinskaya | 19,733 |
| Médaille d'argent, monde  | Věra Čáslavská      | 19,683 |
| Médaille de bronze, monde | Zinaida Droujinina  | 19,666 |

## Tableau des médailles
| Rang | Nation                                                        | Or | Argent | Bronze | Total |
| ---- | ------------------------------------------------------------- | -- | ------ | ------ | ----- |
| 1    | URSS                                                          | 6  | 5      | 3      | 14    |
| 2    | Japon                                                         | 4  | 6      | 7      | 17    |
| 3    | Tchécoslovaquie                                               | 3  | 2      | 0      | 5     |
| 4    | Drapeau de la République fédérative socialiste de Yougoslavie | 1  | 0      | 1      | 2     |
| 5    | Allemagne de l'Est                                            | 0  | 1      | 1      | 2     |
| 6    | Italie                                                        | 0  | 0      | 2      | 2     |